# تارویزیو
تارویزیو (به ایتالیایی: Tarvisio) یک کومونه در ایتالیا است که در استان اودینه واقع شده‌است.

## خصوصیات
تارویزیو ۲۰۵ کیلومترمربع مساحت و ۴٬۹۶۲ نفر جمعیت دارد و ۷۵۴ متر بالاتر از سطح دریا واقع شده‌است.

## خواهرخوانده
شهر Szentgotthárd خواهرخواندهٔ تارویزیو هست.

## نگارخانه

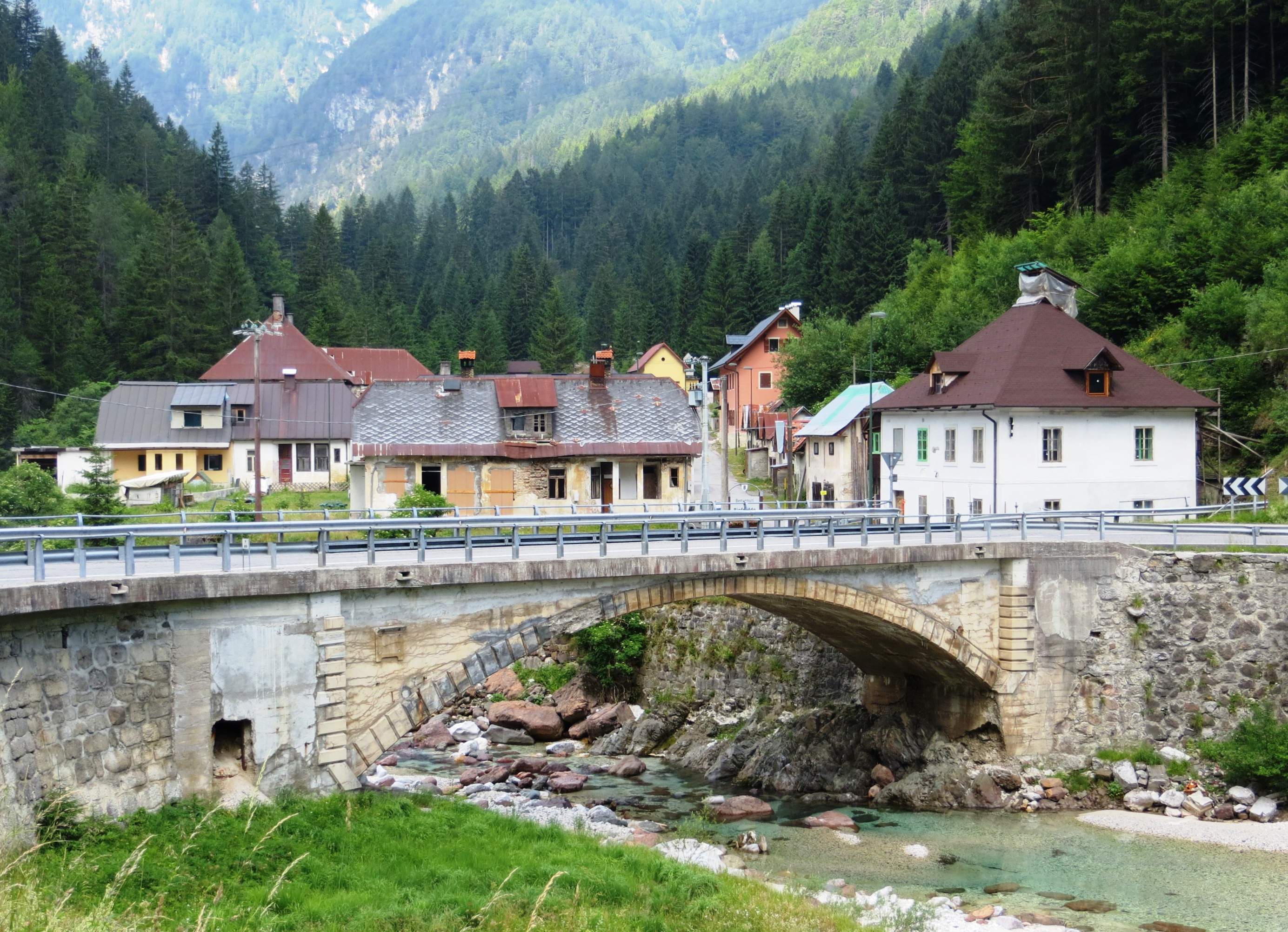